# Matthäus Ackermann
Matthäus Ackermann (* 1544 in Weida; † 2. Juli 1606 in Neustadt an der Orla) war ein kursächsischer Beamter. Er war seit 1571 für knapp 30 Jahre Schösser des Amtes Arnshaugk. Zuvor war er als Stadtschreiber in Weida tätig gewesen.
Er hatte sechs Töchter und drei Söhne.
Die anlässlich seiner Beisetzung gehaltene Leichenpredigt von Michael Neander erschien in Altenburg in Druck.